# Ľudovít Ódor
Ľudovít Ódor, węg. Lajos Ódor (ur. 2 lipca 1976 w Komárnie) – słowacki ekonomista, urzędnik państwowy i nauczyciel akademicki narodowości węgierskiej, w latach 2018–2023 wiceprezes Narodowego Banku Słowacji, w 2023 premier Słowacji, poseł do Parlamentu Europejskiego X kadencji.

## Życiorys
Absolwent Uniwersytetu Komeńskiego w Bratysławie, na którym ukończył studia z matematyki i zarządzania I oraz II stopnia (odpowiednio w 1997 i 1999). Pracował jako analityk w banku ČSOB (1999–2001) oraz ekonomista w agencji ratingowej (2001–2003). Następnie był głównym ekonomistą ministerstwa finansów (2003–2005) oraz członkiem rady banku centralnego i jego dyrektorem wykonawczym do spraw badań (2006–2010). W latach 2010–2012 w okresie rządu Ivety Radičovej pełnił funkcję doradcy premiera oraz ministra finansów. W latach 2012–2018 zasiadał w radzie odpowiedzialności budżetowej (Rada pre rozpočtovú zodpovednosť), niezależnym organie monitorującym i oceniającym rozwój słowackiej gospodarki oraz przestrzeganie reguł wykonywania budżetu. Od 2015 do 2017 był wiceprzewodniczącym sieci niezależnych instytucji fiskalnych w Unii Europejskiej (The Network of EU Independent Fiscal Institutions), a w 2016 został wykładowcą na Uniwersytecie Środkowoeuropejskim. W 2018 powołany na stanowisko wiceprezesa Narodowego Banku Słowacji.
7 maja 2023 urzędujący premier Eduard Heger ogłosił swoją rezygnację z zajmowanej funkcji. Prezydent Zuzana Čaputová desygnowała następnie Ľudovíta Ódora na urząd premiera celem utworzenia technicznego rządu. 15 maja tegoż roku został zaprzysiężony na ten urząd wraz z członkami swojego gabinetu. W lipcu 2023 został też pełniącym obowiązki ministra spraw wewnętrznych. Jego rząd urzędował do 25 października 2023.
W wyborach w 2024 z ramienia Postępowej Słowacji uzyskał mandat eurodeputowanego X kadencji.